# Ludwigshof (przystanek kolejowy)
Ludwigshof (pol. Lucławice) – zlikwidowany przystanek osobowy w Ludwigshof, w powiecie Vorpommern-Greifswald, w kraju związkowym Meklemburgia-Pomorze Przednie w Niemczech.

## Historia
Przystanek oddano do użytku w 1906 r. wraz z przedłużeniem linii kolejowej ze Stobna od huty szkła Stolzenburger Glashütte w kierunku Nowego Warpna. Oprócz obsługi pasażerów służył także transportowi amoniaku z miejscowej fabryki (do czasu jej zamknięcia w 1914 r.). Likwidacji stacji dokonano 8 sierpnia 1945 r. w związku z rozebraniem linii na odcinku Dobra – Nowe Warpno w ramach reparacji wojennych dla ZSRR.

## Infrastruktura
Pamiątką po infrastrukturze przystanku jest starotorze zaadaptowane na drogę.

## Linie kolejowe
Przystanek znajdował się przy jednotorowej i niezelektryfikowanej linii Randower Kleinbahn.